# (5881) Akashi
(5881) Akashi (1992 SR12) – planetoida z pasa głównego asteroid okrążająca Słońce w ciągu 4,82 lat w średniej odległości 2,85 j.a. Odkryta 27 września 1992 roku.